# Kei Nishikori
Kei Nishikori (錦織 圭, Nishikori Kei) (Shimane 29 de dezembro de 1989) é um tenista profissional do Japão, tendo sido o primeiro japonês a ter atingido o top 10 do ranking mundial, o segundo japonês a chegar a uma semifinal de Grand Slam - o outro foi Jiri Satoh, em Wimbledon-1933 e o primeiro asiático a chegar numa final de torneio do Grand Slam no masculino (US Open de 2014).  
Em 2 de março de 2015 alcançou o melhor ranking de simples da carreira quando chegou a 4.ª colocação do ranking mundial masculino da ATP. 
Em simples, Nishikori já conquistou 10 títulos de torneios nível ATP e foi vice em outros cinco. 
Em 2014 foi finalista no Grand Slam do US Open e do Masters 1000 de Madrid.

## Vida Pessoal
Nishikori nasceu em Matsue na província de Shimane no Japão. Seu pai, Kiyoshi, é um engenheiro, e sua mãe, Eri, é professora de piano. Ele tem uma irmã mais velha, Reina, que se formou na faculdade e trabalha em Tóquio. 
Ele começou a jogar tênis com a idade de cinco anos. Ganhou os campeonatos de tênis no Japão para crianças em 2001. Ele graduou-se em Aomori-Yamada High School e mudou para a Flórida para se juntar a Academia IMG. 
Em dezembro de 2010 foi anunciado que Nishikori iria ser treinado por Brad Gilbert na temporada de 2011 e por Dante Bottini da Academia IMG. Brad Gilbert também treinou Andy Murray e os ex-n° mundial Andre Agassi e Andy Roddick. Desde janeiro de 2014, Nishikori tem sido treinado pelo  ex-n.º 2 do mundo, Michael Chang.
Seus passatempos incluem futebol, golfe, ler e ouvir música.

## Carreira

### Inicio
Começou na categoria júnior em 2004, e em 2006 alcançou o título de duplas do Roland Garros júnior, ao lado do argentino Emiliano Massa. Em 2006 e 2007 mesclou torneios future e challengers, com wildcards (convites) vindos em alguns torneios, e ainda atuava em torneios juvenis americanos, já que treina em Bradenton, na academia de Nick Bollettieri.

### 2008 - 2010
Em fevereiro de 2008, quando ainda figurava em 244.° no ranking, assombrou o tênis ao conquistar o ATP 250 de Delray Beach, nos Estados Unidos. Onde bateu no qualy Nicolás Todero e Alex Bogomolov Jr, e na chave principal conseguiu vencer o título em solo americano, batendo na primeira rodada o alemão Florian Mayer, e depois uma sequência de quatro norte-americanos, Amer Delic, Bobby Reynolds, nas semis Sam Querrey, e na final o experiente americano James Blake, por 3/6, 6/1 e 6/4. Com a subida no ranking, estreou em Wimbledon, e chegou às oitavas do US Open, perdendo para o argentino Juan Martín del Potro. Ainda nesse ano ganhou convite para a disputa dos Jogos Olímpicos de Pequim, perdendo na primeira rodada para o alemão Rainer Schüttler.
Em 2009, o japonês Kei Nishikori não atuou devido a lesões, e desceu no ranking mundial da ATP. 
Em 2010, retornou ao top 200. Onde venceu na 1-ª rodada de Roland Garros o nº 58 do mundo, Santiago Giraldo por 3 sets a 2, perdendo depois para Novak Djokovic. Obteve grande campanha no US Open, furando o qualifying e chegando à terceira rodada do torneio ao derrotar o n.º 13 do mundo Marin Cilic.

### 2011 - 2013
Em 2011 foi às quartas de final do ATP 250 de Chennai, à 3.ª rodada do Australian Open, e em fevereiro chega à semifinal do ATP 250 de Delray Beach. Em abril, ele chega a final do ATP 250 de Houston, nos Estados Unidos, onde durante o torneio, ele derrotou o então nº 11 do mundo, Mardy Fish nas quartas de final, mas acaba vice-campeão do torneio ao perder na decisão para o norte-americano Ryan Sweeting. Com isto, chega pela primeira vez ao top 50 mundial de simples da ATP. Em junho vai à semifinal do ATP 250 de Eastbourne, em setembro a semifinal do ATP 250 de Kuala Lumpur. Já em outubro de 2011 chegou à semifinal do Masters 1000 de Shanghai, derrotando o então n.° 8 do mundo Tsonga no caminho. Logo depois, em novembro, surpreendeu ao ir à final do ATP 500 da Basiléia, na Suíça, onde derrotou o n.° 7 do mundo Tomas Berdych na primeira rodada, e foi responsável pela eliminação de ninguém menos do que o sérvio Novak Djokovic, então número um do mundo, na semifinal. Mas na decisão do torneio, no entanto, não conseguiu segurar o suíço Roger Federer, que confirmou o bicampeonato. Mesmo com o vice-campeonato do ATP 500 da Basileia, ele subiu da 32.ª para a 24.ª posição do ranking mundial.
No início de 2012 Nishikori chega às quartas de final do Open da Austrália. Foi um marco para seu país, que nunca teve na Era Aberta um tenista nas quartas deste torneio. Nishikori igualou Shuzo Matsukoa, único japonês até aquele momento a chegar às quartas de um Grand Slam (Wimbledon/1995). Com isso, entra pela primeira vez no top 20 mundial. No dia 7 de outubro, Kei Nishikori conquista o ATP 500 de Tóquio, no Japão ao derrotar o canadense Milos Raonic na decisão por 7/6 (7-5), 3/6 e 6/0. Com esta vitória, tornou-se o primeiro tenista japonês a ganhar o torneio.
Em fevereiro de 2013 Nishikori conquistou o ATP 500 de Memphis nos Estados Unidos. E com isso chegou ao seu terceiro título no circuito profissional de tênis ao vencer o espanhol Feliciano López na final do torneio por 2 sets a 0, parciais de 6/2 e 6/3. Com o título, ele então número 22 do mundo, subiu para a posição de n° 16. 

### 2014 e presente
Em fevereiro de 2014 Nishikori conquistou o bicampeonato do ATP 250 de Memphis. Onde ele, então 16º do mundo, mesmo sofrendo com o forte saque do croata Ivo Karlovic, que aplicou 20 aces, marcou 2 sets a 0, parciais de 6/4 e 7/6(0). Com isso, ele conquistou o quarto título da carreira. Depois, em abril de 2014, sagrou-se campeão do ATP 500 de Barcelona, conquistando assim seu primeiro título da carreira no saibro ao derrotar na decisão o colombiano Santiago Giraldo com autoridade, por duplo 6/2. Logo após, em maio de 2014, foi vice-campeão do Masters 1000 de Madrid ao desistir no 3° set da decisão diante de Rafael Nadal. Em seguida, no início de setembro de 2014, foi finalista no Grand Slam do US Open, mas perdeu o título ao ser derrotado pelo croata Marin Cilic por triplo 6/3. Logo depois do vice-campeonato do US Open, o japonês Kei Nishikori confirmou seu embalo ao conquistar o título do ATP 250 de Kuala Lumpur, na Malásia, evento disputado sobre o piso duro e coberto e que abriu a série de eventos ATP na Ásia. Para isso, ele derrotou o francês Julien Benneteau, então 28º do mundo, por 2 sets a 0, com parciais de 7/6 (7-4) e 6/4. Já na semana seguinte, seguiu embalado em solo asiático, e ergueu o troféu do ATP 500 de Tóquio, no Japão ao superar o canadense Milos Raonic, então oitavo colocado do ranking mundial, na final, por 2 sets a 1, com parciais de 7/6 (7-5), 4/6 e 6/4. Com isso, Nishikori conquistou pela segunda vez o torneio de Tóquio, já que o havia vencido também em 2012. Posteriormente, no final da temporada, alcança a semifinal do ATP World Tour Finals. Mas é impedido de chegar a decisão do torneio ao perder para o sérvio Novak Djokovic por 1/6, 6/3 e 0/6.
Em janeiro de 2015, ao lado do ucraniano Alexandr Dolgopolov, foi vice-campeão em duplas do ATP 250 de Brisbane. Em seguida, ainda em janeiro, chega às quartas de final do Open da Austrália. Depois, em fevereiro de 2015, então número 5 do mundo, Nishikori se tornou tricampeão consecutivo do ATP 250 de Memphis, torneio que foi disputado sobre o piso duro e em quadra coberta, nos Estados Unidos. Para isso acontecer, o nipônico venceu o sul-africano Kevin Anderson (então 15º mundial) por 2 sets a 0 e com um duplo 6/4. Logo depois, em março de 2015, ao perder para o espanhol David Ferrer por 3/6 e 5/7, ele foi vice-campeão do ATP 500 de Acapulco, no México. Depois, em abril de 2015, sagrou-se bicampeão do ATP 500 de Barcelona, conquistando assim seu nono título da carreira e o segundo no saibro ao derrotar na decisão o espanhol Pablo Andújar, por duplo 6/4. No início de agosto de 2015, a temporada de quadra dura no verão norte-americano começou em grande estilo 
para Kei Nishikori. Pois ele conquistou o ATP 500 de Washington ao virar sobre o americano John Isner, com parciais de 
4/6, 6/4 e 6/4, e assim comemorou o 10º título de simples da carreira e, de quebra, 
retornou a 4ª posição do ranking mundial da ATP.

## Títulos

### Grand Slam finais

#### Simples: 1 (1 vice)
| Resultado | Ano  | Campeonato | Piso | Oponente    | Placar        |
| --------- | ---- | ---------- | ---- | ----------- | ------------- |
| Vice      | 2014 | US Open    | Duro | Marin Čilić | 3–6, 3–6, 3–6 |

### ATP Masters 1000 finais

#### Simples: 1 (1 vice)
| Resultado | Ano  | Campeonato  | Piso   | Oponente     | Placar              |
| --------- | ---- | ----------- | ------ | ------------ | ------------------- |
| Vice      | 2014 | Madrid Open | Saibro | Rafael Nadal | 6–2, 4–6, 0–3, ret. |

## ATP finais

### Simples: 14 (9 títulos, 5 vices)
| Legenda                           |
| --------------------------------- |
| Grand Slam (0–1)                  |
| ATP World Tour Finals (0–0)       |
| ATP World Tour Masters 1000 (0–1) |
| ATP World Tour 500 series (5–2)   |
| ATP World Tour 250 series (4–1)   |

| Títulos por Piso |
| ---------------- |
| Duro (7–3)       |
| Saibro (2–2)     |
| Grama (0–0)      |

| Resultado | N. | Data              | Torneio                                                     | Piso     | Oponente         | Placar              |
| --------- | -- | ----------------- | ----------------------------------------------------------- | -------- | ---------------- | ------------------- |
| Campeão   | 1. | 11 Fevereiro 2008 | International Tennis Championships, Delray Beach, EUA       | Duro     | James Blake      | 3–6, 6–1, 6–4       |
| Vice      | 1. | 10 Abril 2011     | U.S. Men's Clay Court Championships, Houston, EUA           | Saibro   | Ryan Sweeting    | 4–6, 6–7(3–7)       |
| Vice      | 2. | 6 Novembro 2011   | Swiss Indoors, Basel, Suíça                                 | Duro (i) | Roger Federer    | 1–6, 3–6            |
| Campeão   | 2. | 7 Outubro 2012    | Japan Open, Tóquio, Japão                                   | Duro     | Milos Raonic     | 7–6(7–5), 3–6, 6–0  |
| Campeão   | 3. | 24 Fevereiro 2013 | U.S. National Indoor Tennis Championships, Memphis, EUA     | Duro (i) | Feliciano López  | 6–2, 6–3            |
| Campeão   | 4. | 16 Fevereiro 2014 | U.S. National Indoor Tennis Championships, Memphis, EUA (2) | Duro (i) | Ivo Karlović     | 6–4, 7–6(7–0)       |
| Campeão   | 5. | 27 Abril 2014     | Barcelona Open, Barcelona, Espanha                          | Saibro   | Santiago Giraldo | 6–2, 6–2            |
| Vice      | 3. | 11 Maio 2014      | Madrid Open, Madrid, Espanha                                | Saibro   | Rafael Nadal     | 6–2, 4–6, 0–3, ret. |
| Vice      | 4. | 8 Setembro 2014   | US Open, Nova York, EUA                                     | Duro     | Marin Čilić      | 3–6, 3–6, 3–6       |
| Campeão   | 6. | 28 Setembro 2014  | Malaysian Open, Kuala Lumpur, Malásia                       | Duro (i) | Julien Benneteau | 7–6(7–4), 6–4       |
| Campeão   | 7. | 5 Outubro 2014    | Japan Open, Tokyo, Japão (2)                                | Duro     | Milos Raonic     | 7–6(7–5), 4–6, 6–4  |
| Campeão   | 8. | 15 Fevereiro 2015 | Memphis Open, Memphis, EUA (3)                              | Duro (i) | Kevin Anderson   | 6–4, 6–4            |
| Vice      | 5. | 28 Fevereiro 2015 | Mexican Open, Acapulco, Mexico                              | Duro     | David Ferrer     | 3–6, 5–7            |
| Campeão   | 9. | 26 Abril 2015     | Barcelona Open, Barcelona, Espanha (2)                      | Saibro   | Pablo Andújar    | 6–4, 6–4            |

### Duplas: 1 (1 vice)
| Legenda                           |
| --------------------------------- |
| Grand Slam (0–0)                  |
| Olimpíadas (0–0)                  |
| ATP Finals (0–0)                  |
| ATP World Tour Masters 1000 (0–0) |
| ATP World Tour 500 Series (0–0)   |
| ATP World Tour 250 Series (0–1)   |

| Títulos por Piso |
| ---------------- |
| Duro (0–1)       |
| Saibro (0–0)     |
| Grama (0–0)      |
| Carpete (0–0)    |

| Títulos por Local |
| ----------------- |
| Outdoors (0–1)    |
| Indoors (0–0)     |

| Resultado | N. | Data             | Torneio                                     | Piso | Parceiro            | Oponentes               | Placar        |
| --------- | -- | ---------------- | ------------------------------------------- | ---- | ------------------- | ----------------------- | ------------- |
| Vice      | 1. | Janeiro 11, 2015 | Brisbane International, Brisbane, Austrália | Duro | Alexandr Dolgopolov | Jamie Murray John Peers | 3–6, 6–7(4–7) |

## Recordes e Honrarias
- 2014 - Primeiro japonês a ter atingido o top 10[1]
- 2014 - Primeiro asiático a chegar numa final de Grand Slam no masculino (US Open de 2014)[1]
- 2014 - Segundo japonês a chegar a uma semifinal de Grand Slam[1]

## Ligações Externas
- Perfil na ATP
- Kei Nishikori Fanpage Facebook Oficial
- Kei Nishikori Instagram[1]

1. ↑  «Kei Nishikori success-road». 30 de junho de 2021. Consultado em 30 de junho de 2021